# Glyceria alnasteretum
Glyceria alnasteretum är en gräsart som beskrevs av Vladimir Leontjevitj Komarov. Glyceria alnasteretum ingår i släktet glycerior, och familjen gräs. Inga underarter finns listade i Catalogue of Life.